# بقم أنداماني
بقم أنداماني (الاسم العلمي:Caesalpinia andamanica) هو نوع من النباتات يتبع جنس البقم من الفصيلة البقولية.